# Apotheke Adorf
Koordinaten: 51° 21′ 39,3″ N, 8° 48′ 17″ O

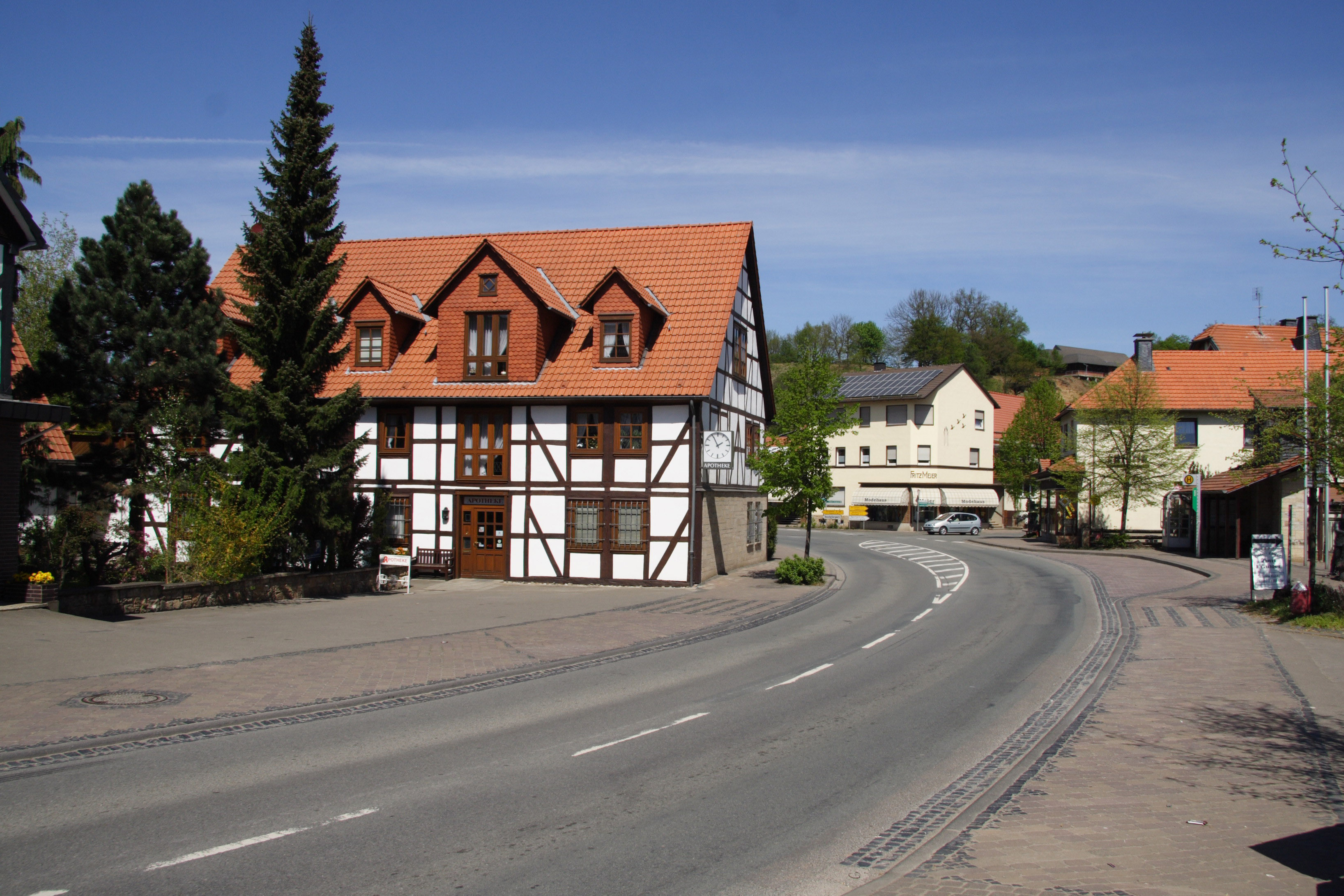
Die Apotheke in Adorf an der Hauptstraße

Die Apotheke Adorf in Adorf (Diemelsee) wurde 1852 gegründet. Bis in das 21. Jahrhundert ist sie seit über 160 Jahren die einzige Apotheke, die in einem Umkreis von rund 15 Kilometern die Bevölkerung mit Medikamenten versorgt. Die Apotheke ist Teil der waldeckischen und hessischen Pharmaziegeschichte.

## Geschichte

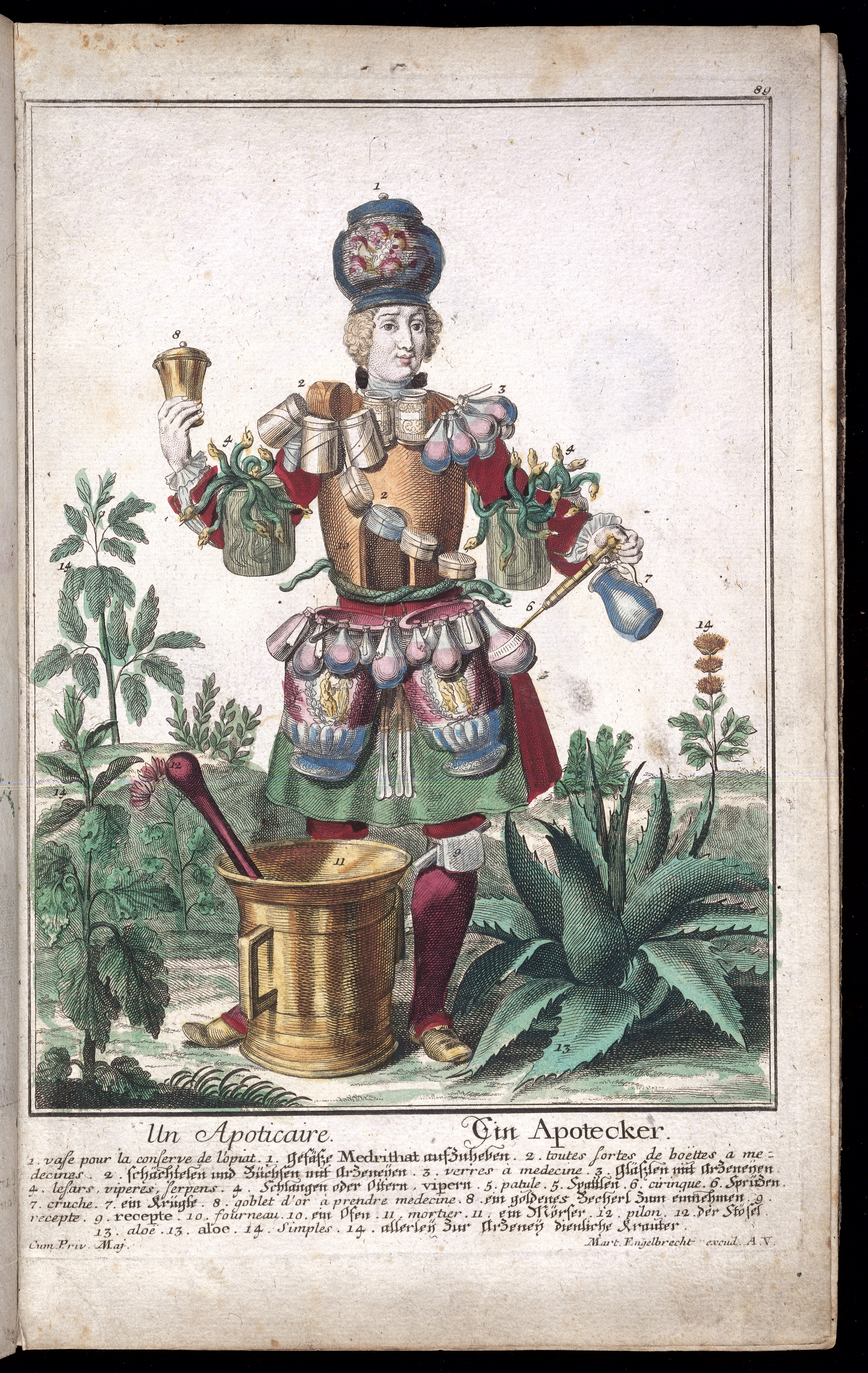
Wanderapotheker vor der Zeit der Apotheke Adorf

Die Vorgeschichte zur Gründung der Apotheke Adorf liegt in der Entwicklung des regionalen Medizinalwesens. Durch den Fortschritt in der Pharmazie entwickelte sich der Bedarf zur Versorgung mit Medikamenten, der zuvor von diversen historischen Heilberufen, Badern, Hebammen sowie fahrenden Chirurgen und Apothekern sowie Klostergärten in Ergänzung zu Hausmitteln bedient wurde. Später besserte sich die Versorgung im Apothekenwesen in Waldeck-Pyrmont, wie vergleichsweise zum Apothekenwesen in Nassau und zum Apothekenwesen in Hessen-Darmstadt erkennbar. Ein Gesundheitssystem, wie es im 20. und 21. Jahrhundert etabliert wurde, existierte zur Zeit der Apothekengründung in Adorf noch nicht. Historisch durch Herrschafts- und Verwaltungsgrenzen bedingt, ist die Arzneimittelversorgung der Region der Gemeinde Diemelsee seit 1852 bis in das 21. Jahrhundert auf die Apotheke Adorf angewiesen.
Es brauchte knapp 20 Jahre, bis der Wunsch der Bevölkerung zur Errichtung einer Apotheke in Adorf erfüllt wurde. Der ersten Petition vom 19. Juni 1835 folgten weitere Eingaben am 20. November 1839 und am 9. Juni 1840. Der Apotheker Fischhaupt bewarb sich am 3. April 1844, am 5. Februar und am 30. März 1948 sowie am 7. Februar 1852 erfolglos um die Apotheken-Konzession in Adorf. Letztlich gab die Landesregierung dem gemeinsamen Druck der zum 28. Februar 1852 notierten Petition der Orte Adorf, Benkhausen, Deisfeld, Flechtdorf, Giebringhausen, Heringhausen, Ottlar, Rattlar, Rhenegge, Schweinsbühl, Stormbruch, Sudeck und Wirmighausen nach. Die Fürstlich-Waldeckische Landesherrschaft (seinerzeit Fürst Georg Victor zu Waldeck und Pyrmont) erteilte am 15. Oktober 1852 die Genehmigung, in Adorf eine „Filialapotheke“ zu eröffnen.

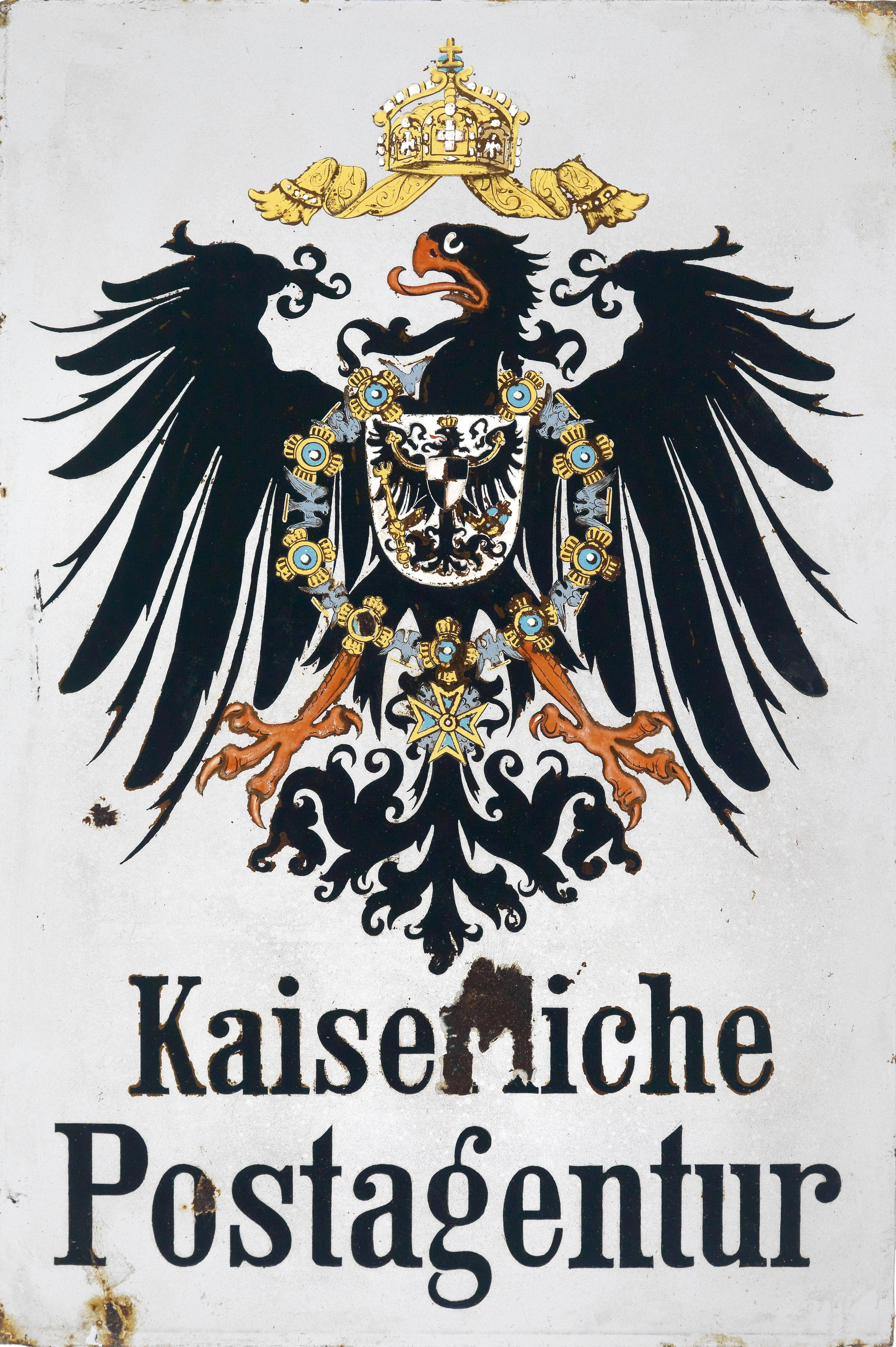
Historisch in der Apotheke Adorf: kaiserliche Postagentur ab 1871

Die ersten Jahrzehnte der Apotheke Adorf sind mit mehrfachem Wechsel der Betreiber ebenso bemerkenswert, wie die langen Perioden der nachfolgenden Apothekeninhaber. Zunächst wurde zum 15. Oktober 1852 eine gemeinschaftliche Filial-Konzession an den Apotheker Kümmell (Hirsch-Apotheke, Korbach) und den Apotheker Kunkell (ehemalige Engel-Apotheke, Korbach) vergeben. Am 20. Juni 1856 beantragte der Apotheker Karl Leonhardi (Carl Friedrich Hermann Rudolf Leonhardi aus Mengeringhausen, * 1835; † 1862) eine selbständige Apotheke in Adorf, die zum 30. August 1856 genehmigt wurde. Leonhardi durfte die Apotheke in Adorf selbstständig betreiben, um damit 13 Gemeinden zu versorgen. Vier Jahre später übernahm Eduard König (* 1831) die Konzession für weitere sechs Jahre von 1860 bis 1876. König erweiterte die Apotheke ab dem 16. April 1863 mit der örtlichen „Postexpedition II. Classe“, die ab 1871 zur Kaiserlichen Postagentur wurde. Ebenfalls als Apotheker aus Adorf verzeichnet ist Georg Ludwig Wilhelm Koenig, der am 22. Dezember 1890 in Marburg seine Dissertation vorlegte.
Der Nachfolger von König wurde für die nächsten 40 Jahre der in Athen als „Halbgrieche“ geborene Apotheker Panajotis Oestreich (* 1842; † 1916). Dieser hatte das Apothekenwesen in Marburg studiert. Am 26. November 1876 erhielt er die Apothekenkonzession. Zusätzlich wurde er in Nachfolge von König zum 1. Oktober 1877 ebenfalls als Postagent angenommen. Weiterhin wurde er als Mitgründer der Feuerwehr von Adorf bekannt. Die Postdienste wurden zum 1. Juli  1887 an das neue örtliche Postamt abgegeben.

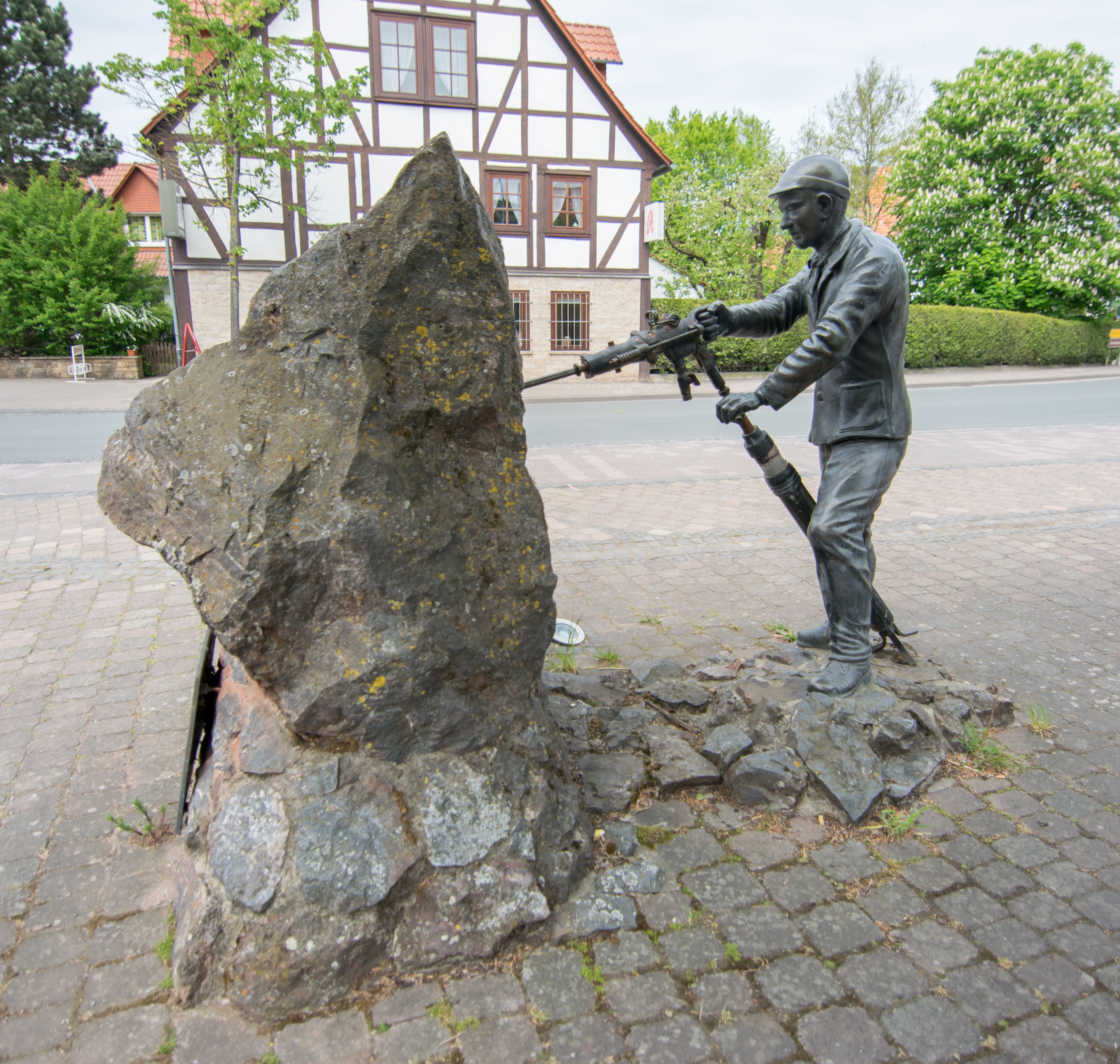
Apotheke Adorf hinter dem Bergarbeiterdenkmal

1916 übernahm der Apothekersohn Arthur Oestreich (* 1883; † 1940) die Apotheke und führte sie bis 1938. Arthur Oestreich hatte eines der ersten Automobile im Landkreis und seine Tochter Anna erhielt als erste Frau in Waldeck einen Kraftfahrzeug-Führerschein. Arthur Oestreich wurde von seinem Schwiegersohn Heinz Barth (Gustav Heinrich Barth, * 1905; † 1989) abgelöst, der 31 Jahre lang die Bevölkerung versorgte. 1969 folgte Karl Ludwig Fichtner (* 1936 in Füssen), der die Apotheke zum 1. Oktober 1977 an den Apotheker und Pharmaziehistoriker Ulrich Seidel (* 1944 in Falkenstein/Vogtland) übergab. Fichtner zog nach Vöhl und betrieb dort von 1977 bis 2010 die örtliche Apotheke.
Neben der üblichen Bevölkerungsversorgung mit Medikamenten widmet sich der Apotheker Seidel der Pharmaziegeschichte sowie der Herstellung von Spezialitäten nach alten Apotheker-Rezepturen. Die Apotheke befindet sich nach wie vor im Gründungshaus, einem historischen Fachwerkgebäude, das in den 1980er-Jahren nach baubiologischen Aspekten renoviert wurde. Ulrich Seidel führte die Apotheke 43 Jahre und ging im Frühjahr 2021 in den Ruhestand. Annika Melcher (* 1990 in Laubach, Rhoden) wurde am 1. Februar 2021 die erste Apothekerin der Apotheke Adorf. Sie studierte Pharmazie in Marburg und setzt den Betrieb der Apotheke mit allen Angestellten und auch mit Seidel's Spezialitäten fort.